# 瞎攪和的技術
《瞎攪和的技術》（日语：くそみそテクニック，又譯為「糞味噌的技術」）是山川純一創作的日本男男色情漫畫作品。在《薔薇族》1987年的漫画増刊《バラコミ》2號上登載。喜劇般的作品風格以及獨特個性的角色，讓該作品成為山川純一的代表作。為黑白漫畫，共16頁。是山川純一較為後期的作品。

## 故事大綱
就讀大學的男學生道下正樹因尿意而跑向公園的公共廁所，他在途中看見一個穿工作服的男人坐在長椅上，那男人叫阿部高和。正樹一看阿部不禁內心讚嘆「唔喔！好男人……」的感想，此時阿部高和拉開拉鏈並露出陰莖然後問正樹「不做嗎？」然後他們進了洗手間，開始進行性行為。在口交進行到一半時，正樹突然想要小便，阿部便提議正樹尿在自己的屁股中，在那之後兩人達到了性高潮。

## 登場人物
道下正樹
故事的男主角。補習班學生。自認為愛好男性，但沒有任何和男性發生過性行為的經驗。
阿部高和
男性汽車修理工。愛好男性，擁有這方面豐富的性行為經驗，其他一切個人細節情報不明。
廁所男
最後登場的中年男性，抽菸、穿西裝，循著聽到的阿部和道下的叫聲而望向了他們的廁室。

## 影響
本作在1987年初次發表時並不出名，在2003年3月，這篇漫畫被發表在雙葉頻道，激起了旨在對漫畫家山川純一作品趣味的所謂的“山純”爆炸。在全球最大影音網站上亦有對這篇漫畫的惡搞。「不做嗎？」（ yaranaika，又譯作「不來一發嗎？」）作為2007年第16個最盛行的口頭禪，在日本青少年間十分流行。2009年在“你認為那部日本漫畫最有趣”的調查中，排位第十一名，打敗了當時流行的名偵探柯南和銀魂。
2011年中華民國內政部為響應聯合國「全球終止婦女受暴日」，耗資四百八十萬舉辦「誠徵好男人活動」，目的在宣導「反對男人以暴力加害女人」，並在網路上進行票選「好男人」的活動。活動結果由阿部高和高票獲得第一名，內政部因活動變調而中止。參與政論節目大話新聞的來賓鍾年晃在節目中斥責該活動「有錢沒地方花，無聊」。
第七期的早安少女組成員久住小春的一首單曲《巴拉萊卡琴》（ balalaika）由於與「不做嗎？」（ yaranaika）諧音，因此產生了惡搞歌曲。該歌曲被作成影片後造成巨大迴響，點閱次數超過六百萬次。